# Adam's Apple
Adam's Apple es el décimo álbum del saxofonista de post-bop Wayne Shorter. Publicado en 1966, incluye la versión original del clásico "Footprints", que más tarde sería grabada por el quinteto de Miles Davis para su álbum Miles Smiles (1967). Acompañan a Shorter el pianista Herbie Hancock, el bajista Reggie Workman y el baterista Joe Chambers. La edición en CD incluye una pista adicional, "The Collector", composición de Herbie Hancock.

## Temas
Edición original (1967)
(todos los temas compuestos por Wayne Shorter excepto dónde se indica)
1. "Adam's Apple" - 6:52
2. "502 Blues (Drinkin' And Drivin')" (Jimmy Rowles) - 6:36
3. "El Gaucho" - 6:32
4. "Footprints" - 7:31
5. "Teru" - 6:15
6. "Chief Crazy Horse" - 7:39

Bonus track en la reedición en CD (1987)
1. "The Collector" (Herbie Hancock)- 6:55

## Músicos
- Wayne Shorter - saxo tenor
- Herbie Hancock - piano
- Reggie Workman - bajo
- Joe Chambers - batería

- Datos: Q352167